# Andriej Leżawa
Andriej Matwiejewicz Leżawa (ros. Андрей Матвеевич Лежава, ur. 19 lutego?/3 marca 1870 w Sighnaghi, zm. 8 października 1937) – gruziński działacz komunistyczny, radziecki polityk.

## Życiorys
W 1893 ukończył studia w Instytucie Nauczycielskim w Tyflisie, po czym przeniósł się do Moskwy. W kwietniu 1894 aresztowany za udział w organizacji podziemnej drukarni partii „Narodnoje prawo” w Smoleńsku, 1895 skazany na osiedlenie w Wiercholeńsku w guberni jakuckiej, 1901 zwolniony. Działacz związków zawodowych i stowarzyszeń rolników i spożywców w Tyflisie, Woroneżu i Niżnym Nowogrodzie, 1904 wstąpił do SDPRR, bolszewik. W grudniu 1905 ponownie aresztowany, w czerwcu 1906 zwolniony, pracował w zakładach ubezpieczeniowych w Saratowie i Moskwie, 1917 działacz komitetu żywnościowego w Piotrogrodzie, 1918-1920 przewodniczący Centralnego Związku Stowarzyszeń Spożywców. 1920-1922 zastępca ludowego komisarza handlu zagranicznego ZSRR, od 1922 do 9 maja 1924 przewodniczący Komisji ds. Handlu Wewnętrznego przy Radzie Pracy i Obrony Rosyjskiej FSRR/ZSRR, od 9 maja do 17 grudnia 1924 ludowy komisarz handlu wewnętrznego ZSRR. Od 27 grudnia 1924 do 4 listopada 1930 zastępca przewodniczącego Rady Komisarzy Ludowych Rosyjskiej FSRR, od lutego 1925 do 18 lipca 1929 przewodniczący Państwowej Komisji Planowej przy Radzie Ekonomicznej Rosyjskiej FSRR, 1927-1935 przewodniczący Prezydium Towarzystwa „Awtodor”, od 19 grudnia 1927 do 26 czerwca 1930 członek Centralnej Komisji Kontroli WKP(b), 1930-1932 przewodniczący Wszechzwiązkowego Państwowego Zjednoczenia Przemysłu i Gospodarki Rybnej Ludowego Komisariatu Handlu Zewnętrznego i Wewnętrznego/Zaopatrzenia ZSRR, 1932-1933 członek Komitetu Centralnego przy Radzie Pracy i Obrony ZSRR, 1933-1937 szef Głównego Zarządu Upraw Subtropikalnych Ludowego Komisariatu Rolnictwa ZSRR. członek Centralnego Komitetu Wykonawczego ZSRR od 3 do 5 kadencji.
26 czerwca 1937 aresztowany, skazany przez Kolegium Wojskowe Sądu Najwyższego ZSRR na śmierć i rozstrzelany. 2 czerwca 1956 pośmiertnie zrehabilitowany.